# Viktor Nezhyba

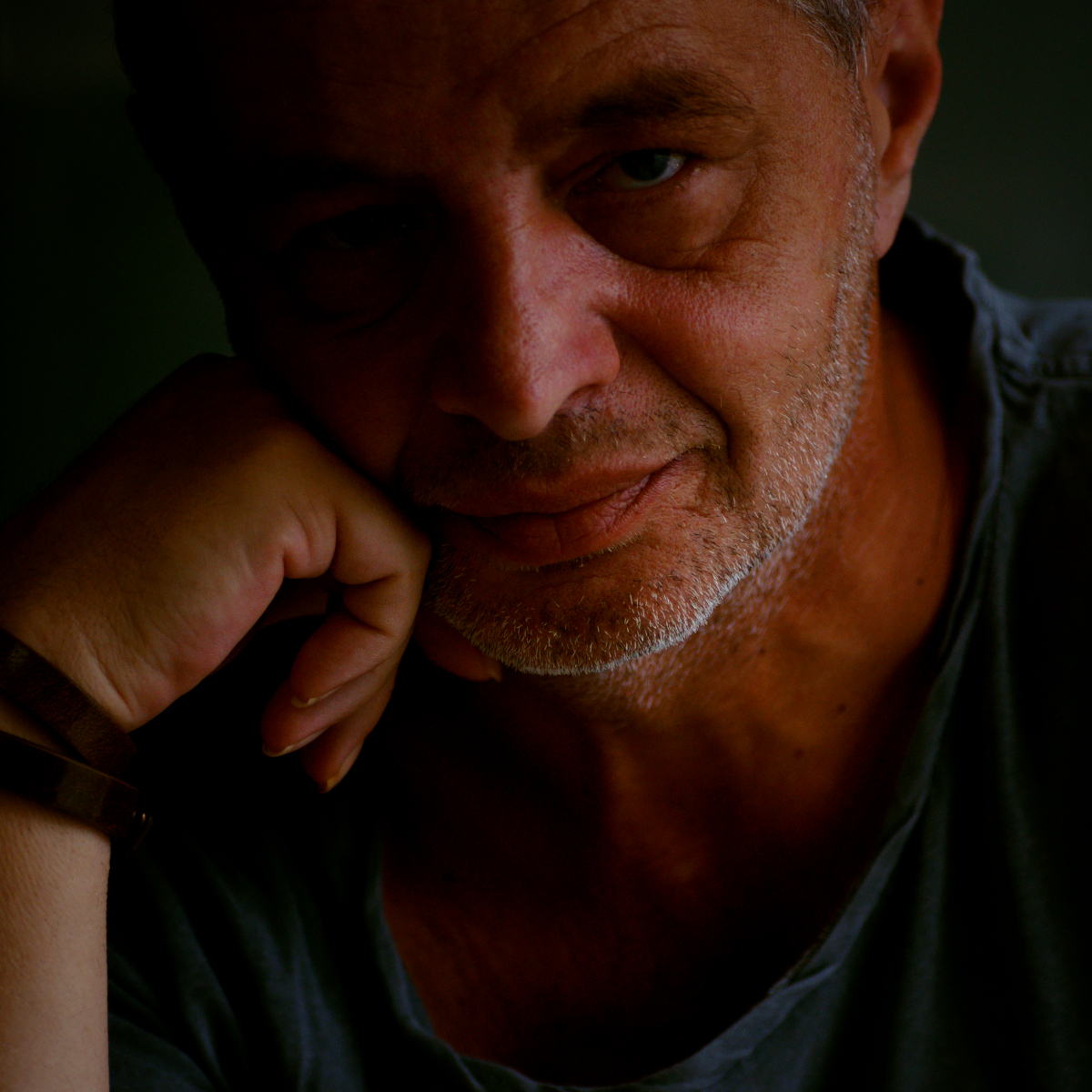
s.j.viktor (2020)

Viktor Nezhyba (* 8. November 1967 in Wien), Künstlername s.j.viktor, ist ein österreichischer Fotograf.

## Leben und Wirken

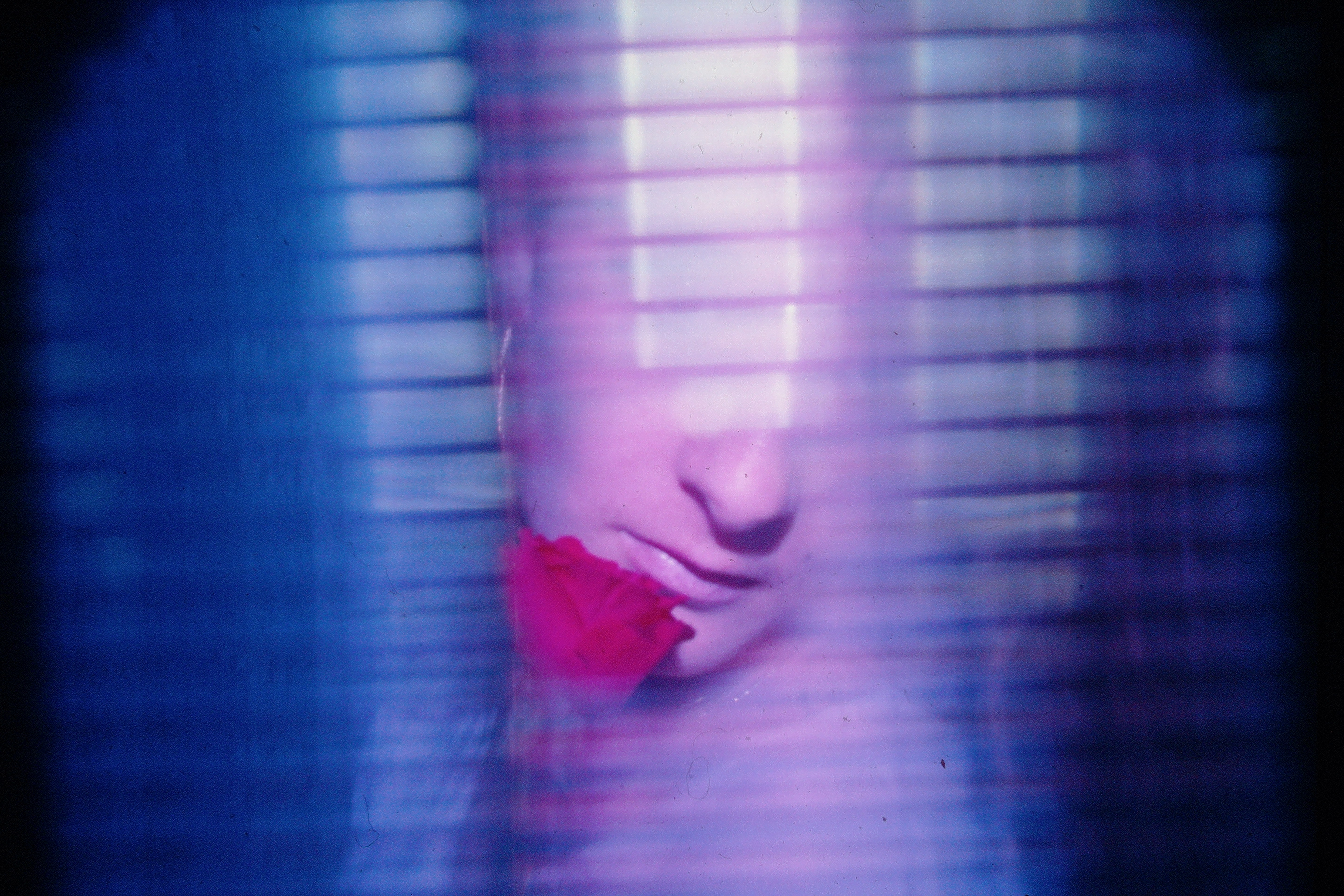
„Martina“, 1986

Viktor Nezhyba verbrachte in Wien seine Schulzeit. Von 1983 bis 1986 absolvierte er eine Lehre als Bürokaufmann im Strabag-Konzern. Weitere berufliche Schritte führten ihn 1988 in die Schömer/Baumax-Gruppe von Agnes und Karlheinz Essl, wo er erstmals bewusst mit Kunst konfrontiert war. 
Seit seiner Jugend interessiert sich Nezhyba für die Fotografie, anfangs vor allem für die Natur- und Personenfotografie. Zur kreativen Gestaltung setzte er Filter ein.
Seit 2009 ist er als Fotograf für Medien der RMA-Gruppe tätig. Es folgten die ersten Magazinveröffentlichungen. Verschiedene Fotoserien fanden Einzug in nationale und internationale Magazine. Auftragsserien wie zum Beispiel Dokumentationen für die deutsche Ausgabe des Penthouse, das Magazin Getbi und die Vogue. Dabei entstanden Fotos unter anderem von Leo Hillinger, Gabrielle Aplin. Lindsey Stirling, Seiler und Speer, Stefanie Kloß, Amélie van Tass, Thommy Ten und Joe Tödtling. Es entstanden aber auch Eigenproduktionen mit ganz unterschiedlichen Inhalten, aber fast immer in Bezug auf Mode und Beauty.
Seit 2014 ist Nezhyba stärker in der künstlerischen Ausrichtung der Fotografie tätig.

## Privates
Seit Mitte der 1990er Jahre lebte er mit seiner Partnerin und deren zwei Kindern in Wien, später dann in Niederösterreich (Pielachtal und St. Pölten). Nach 17 Jahren trennte sich das Paar.

## Kunstzyklen
2014 zeigte Nezhyba seine erste Ausstellungsserie NO FACES, in der der menschliche Körper in den Vordergrund gestellt wird, aber niemals ein Gesicht gezeigt wird. In der Serie Emotions nutzte er die Technik der Fotoübermalung mit Farbe und Pinsel um Emotionen und seine persönliche Verbindung zu dem Model zeigen sollten. Auch wurden Models mit Farbe überschüttet und fotografiert.
Die Serie BadPics zeigt Fotos, die nie entstehen sollten, verwackelt, unscharf oder falsch belichtet. Im Rahmen der Tour de Art wurden Werke aus diesen Serien auch im Stadtmuseum St. Pölten ausgestellt. 2016 entstand die Serie Hommage an Nitsch, bei der ein Model mit roter Farbe überschüttet wurde. 2022 wurden drei dieser Fotoausarbeitungen an das Nitsch Museum in Mistelbach übergeben.
Ab 2019 entstanden unter dem Titel The Real Art Experience Serien auf großen Rohleinwänden mit bis zu 10 m², die zunächst Farbspiele ohne Motivvorgaben darstellten; danach kamen auch Menschen in die Szene. Unter dem Titel Little World wurden Figuren aus der Spielzeugeisenbahn in unterschiedlichen Handlungen in Szene gesetzt.
Unter dem von Nezhyba selber erfundenen Begriff Roovy entwickelte er eine Form von Ausstellungen, bei denen er sehr einfache, mit wenigen Pinselstrichen, aber auf edlem Material gemalte Werke jeweils nur sehr kurz inszenierte und für nur zwei Stunden zugänglich machte. Es erklang dazu die für Kunstausstellungen ungewohnte Musik von Charlotte de Witte.

## Ausstellungen (Auswahl)

### Einzelausstellungen

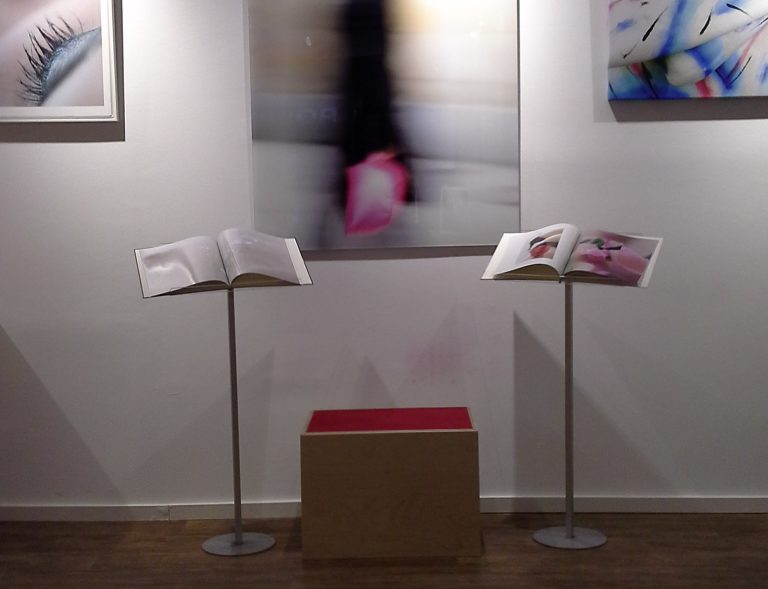
Tour De Art 2017 – Opening

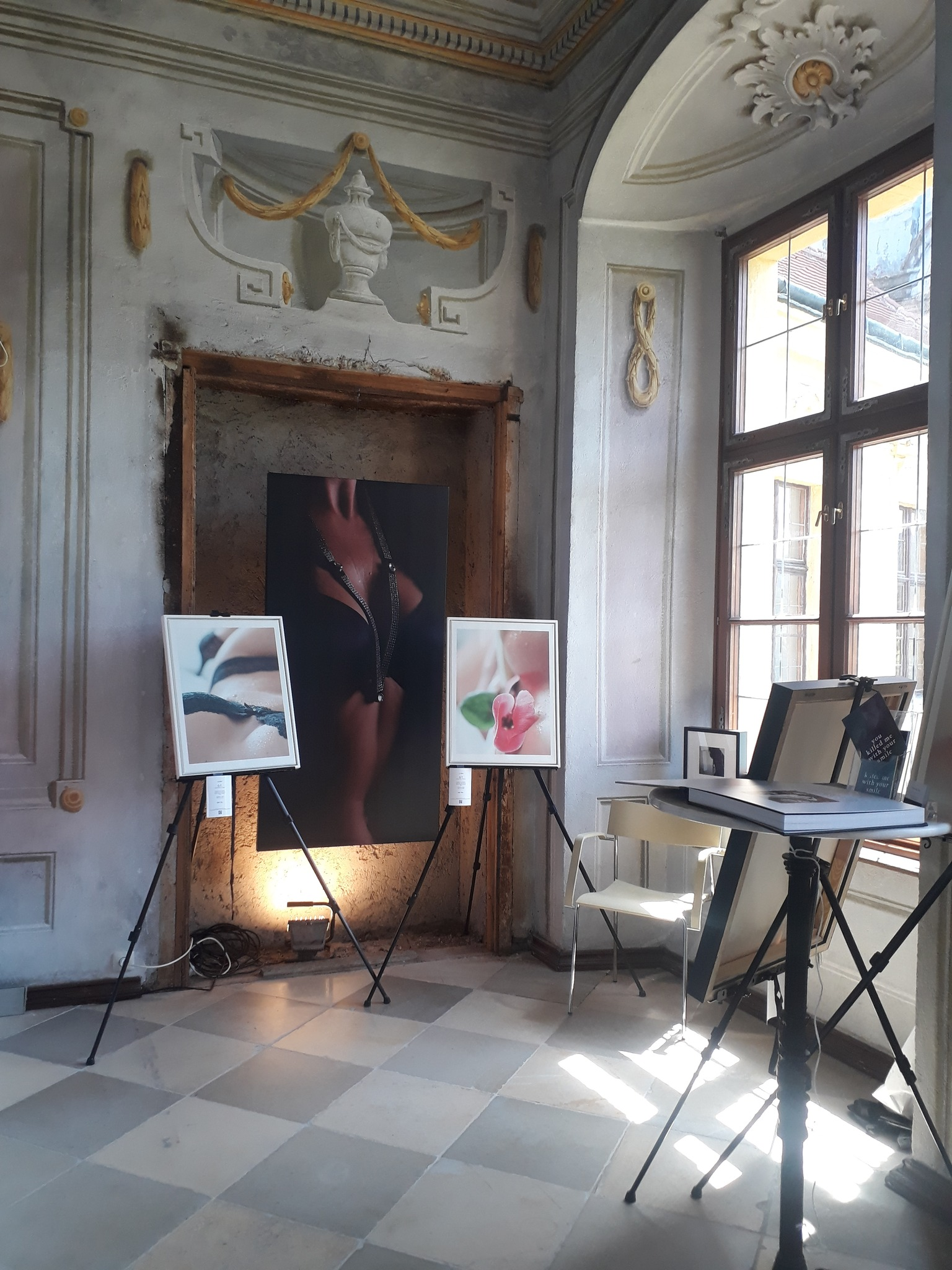
Ausstellung Stift Dürnstein, Juni 2022

- 2014: NO Faces – Wien und NV-Center, St. Pölten[8][9]
- 2016: Emotions –  St. Pölten
- 2016+2017: No Faces –  Split (Kroatien)
- 2016: Tour de Art – Niederösterreich[10]
- 2017: Emotions –  Kunstallee Herrengasse, St. Pölten
- 2017: Bad Pics –  Stadtmuseum St. Pölten[11]
- 2018: No Faces, Emotions, Bad Pics – Split (Kroatien)
- 2019: Homage an Nitsch – Split (Kroatien)
- 2019: Homage an Nitsch, Querschnitt Fotowerke –  Congress Graz, Graz
- 2020: Naked –  NV Center Galerien, St. Pölten
- 2021: The Real Art Experience – NV Center Galerien
- 2021: Golden Madness –  St. Pölten
- 2022: No Faces Quader – St. Pölten
- 2022: Little World –  Publicartists Galerie, Wien
- 2022: Pablo – Art in Nature – Luberegg
- 2022: roovy Art –  St. Pölten

### Gemeinschaftsausstellungen
- 2017: Tour de Art –  St. Pölten
- 2017: MeToo –  Red Point – St. Pölten
- 2018: Even Longer –  Graz, Thal[12][13]
- 2020: Präsentationsfilm – AutoKunstKino St. Pölten
- 2022: Werkschau – Ebenfurth
- 2022: No Faces, MyArtWork 1.0 –  Dürnstein, Stift Dürnstein

## Publikationen (Auswahl)
- Dessous.at, Februar 2013, Onlinemagazin, No Faces[14]
- Dessous.at, Onlinemagazin, Jänner 2014, Jewellery Dessous[15]